# Tasiocera (Tasiocera) gracilicornis
Tasiocera (Tasiocera) gracilicornis is een tweevleugelige uit de familie steltmuggen (Limoniidae). De soort komt voor in het Australaziatisch gebied.